# Off the Record (Jesse McCartney)
Off the Record è un EP del cantante pop statunitense Jesse McCartney, pubblicato nel 2005. L'album consiste in quattro canzoni del cantante in una nuova versione, in una cover dei The Beatles (Blackbirds) e nel remix del singolo She's No You in collaborazione col rapper Fabolous e prodotto da Chad Hugo dei The Neptunes.

## Tracce
1. Without U
2. She's No You
3. Beautiful Soul
4. The Stupid Things
5. Blackbird
6. She's No You (feat. Fabolous)